# Wiktor Dżorbenadze
Wiktor Dżorbenadze (gruz. ვიქტორ ჯორბენაძე; ur. w 1924 lub 1925 r., zm. w 1999 r. w Tbilisi) – architekt gruziński, znany z projektu Pałacu Ślubów w Tbilisi.
Urodził się w Tbilisi w 1924 r. lub w Charkowie rok później i wychowywał się w Tbilisi w rodzinie mieszczańskiej. Jego matka była ginekolożką, ojciec osierocił go wcześnie. W latach 1940–1946 studiował architekturę na Gruzińskim Instytucie Politechnicznym i dzięki studiom uniknął powołania do wojska w trakcie II wojny światowej. W latach 1952–1956 studiował w Moskwie (instytut Giprogor). Do Tbilisi wrócił w 1957 roku. 
Pomimo tego, że nigdy nie wstąpił do Komunistycznej Partii ZSRR, był protegowanym Eduarda Szewardnadze i otrzymał stanowisko architekta miejskiego Tbilisi. 
W 1984 roku uroczyście otwarto w Tbilisi zaprojektowany przez Dżobernadzego Pałac Rytuałów zwany też Pałacem Ślubów (gruz. რიტუალების სასახლე). Budowa monumentalnej budowli na brzegu rzeki Kury (Mtkvari) opóźniła się z uwagi zarówno na skalę i miejsce, jak i wymogi materiałowe nieprzyjazne prefabrykatom.